# Lost on You (canción de LP)
«Lost on You» (titulado en español; Perdido en Ti) es una canción grabada por la artista estadounidense LP. Fue lanzado el 20 de noviembre de 2015, como el segundo sencillo de su tercer EP, "Death Valley" y el cuarto álbum de estudio del mismo nombre (2016). Con una duración de 4 minutos y 26 segundos, «Lost on You» experimentó un éxito comercial, encabezando las listas de trece países. El sencillo fue certificado cuádruple Platino por la Federación de la Industria Musical Italiana (Federazione Industria Musicale Italiana) por ventas superiores a 200.000 unidades.
A fines de 2018, «Lost on You» recibió un lanzamiento como sencillo en México con mucho éxito. Fue una de las canciones más reproducidas en la radio Pop Contemporáneo del país, particularmente popular en la Ciudad de México.